# Lou Adler
Lester Louis Adler (ur. 13 grudnia 1933 w Chicago) – amerykański producent muzyczny, menadżer, reżyser i właściciel Roxy Theatre w West Hollywood. Wyprodukował i rozwinął wielu kultowych artystów muzycznych, w tym Carole King, The Mamas & the Papas, Sama Cooke’a oraz grupę komików Cheech & Chong. Wyprodukowany przez Adlera album Carole King Tapestry, w 1972 zdobył Nagrodę Grammy w kategorii Album roku i jest powszechnie uważany za jeden z największych albumów pop wszech czasów.
W 2013 został wprowadzony do Rock and Roll Hall of Fame jako zwycięzca Ahmet Ertegun Award, wraz z Quincy Jonesem.

## Życiorys

### Wczesne lata
Urodził się w Chicago w stanie Illinois w rodzinie żydowskiej jako syn Josephine (z domu Alpert) i Manny’ego Adlera. Dorastał we wschodnim Los Angeles. 

### Kariera muzyczna
W 1958 został współautorem i producentem wraz z Herbem Alpertem piosenki „River Rock” dla Boba „Froggy” Landersa i The Cough Drops w wytwórni Ensign. Był oficjalnym menadżerem Jan & Dean i producentem Sama Cooke’a, The Mamas & the Papas, Johnny’ego Riversa, Barry’ego McGuire’a, Scotta McKenziego, The Grass Roots, Spirit, Carole King, The Weaver Temptations i Cheech & Chong.
W 1964 założył i był współwłaścicielem Dunhill Records. W latach 1964–1967 był szefem wytwórni oraz szefem nagrań. Latem tego samego roku sprzedał wytwórnię za trzy miliony dolarów wytwórni ABC Records. Jednakże również w 1967 założył Ode Records. W lipcu tego samego roku pomagał stworzyć Monterey International Pop Festival jak i również filmową wersję festiwalu w Monterey Pop.
Zdobył trzy nagrody Grammy: w 1972 w kategorii Nagranie Roku za produkcję It’s Too Late śpiewanej przez Carole King, drugą nagrodę otrzymał za Tapestry w kategorii Album Roku oraz w 2019 - Nagrodę Powierników.

### Film i teatr
W 1975 został producentem sztuki teatralnej The Rocky Horror Show na Broadwayu z Timem Curry i Jamie Donnelly, za którą był nominowany do nagrody Drama Desk Award. Wkrótce był też współproducentem filmowej wersji musicalu The Rocky Horror Picture Show (1975) w reżyserii Jima Sharmana, nieoficjalnego sequelu Shock Treatment (1981). 
Wspólnie z Tommym Chongiem wyreżyserował komedię muzyczną Z dymkiem (Cheech and Chong’s Up in Smoke, 1978) z udziałem komików Cheech & Chong. Film stał się kultowy i w 2000 wraz z Cheechem Marinem nagrał komentarz do wydania DVD. Jego komediodramat muzyczny Przed państwem: The Fabulous Stains (Ladies and Gentelman, The Fabulous Stain, 1982) z Diane Lane, Laurą Dern i Christine Lahti nie został dobrze odebrany, ale cieszył się częstą emisją w sieciach kablowych. W 1987 był producentem off-Broadwayowskiego spektaklu Blagierzy (Bouncers) z udziałem Gerrita Grahama, Anthony’ego LaPaglii i Adriana Paula.

## Życie prywatne
7 czerwca 1964 ożenił się z aktorką i piosenkarką Shelley Fabares, której wyprodukował także kilka piosenek. Od 1966 byli w separacji, a formalnie rozwiedli się 30 grudnia 1980. W latach 1972–1974 był związany z aktorką Britt Ekland, z którą ma syna Nikolaja (ur. 10 czerwca 1973). Ze związku z Phyllis Somer ma syna Cisco Adlera (ur. 6 września 1978). 28 marca 1992 poślubił Patricię Albertę „Page” Hannah, młodszą siostrę Daryl Hannah. Mają czterech synów: Mannego, Ike’a, Pablo i Oscara.